# Joaquín Maurín
Joaquín Maurín Juliá (in catalano Joaquim Maurín; Bonansa, 12 gennaio 1896 – New York, 5 novembre 1973) è stato un politico spagnolo. Attivista comunista, è stato leader del Blocco Operaio e Contadino (Bloc Obrer i Camperol, BOC) e del Partito Operaio di Unificazione Marxista (Partit Obrer d'Unificació Marxista, POUM). Fu attivo principalmente in Catalogna.
Catturato durante la guerra civile spagnola dalle forze franchiste, rimase in prigione fino al 1944.